# Artyom Chaban
Artyom Chaban (Wit-Russisch: Артем ЧАБАН, 6 juli 1994, Mogilev) is een langebaanschaatser uit Wit-Rusland. Chaban was de eerste Wit-Russische man die zich wist te plaatsen voor de 500m van het WK Afstanden. Bij het WK van 2020 haalde hij de finish echter niet.

## Records

### Persoonlijke records
| Afstand    | Tijd    | Datum            | Baan       |
| ---------- | ------- | ---------------- | ---------- |
| 500 meter  | 35,15   | 11 januari 2020  | Heerenveen |
| 1000 meter | 1.11,07 | 18 oktober 2019  | Inzell     |
| 1500 meter | 1.56,19 | 11 oktober 2015  | Inzell     |
| 3000 meter | 4.12,62 | 10 februari 2012 | Minsk      |
| 5000 meter | 7.30,47 | 11 februari 2012 | Minsk      |

(laatst bijgewerkt: 1 juli 2020)

## Resultaten
| Jaar | WK Afstanden | WK Junioren        |
| ---- | ------------ | ------------------ |
| 2012 |              | 18e 500m 24e 1000m |
| 2013 |              | 22e 500m DQ 1000m  |
| 2014 |              | 11e 500m           |
|      |              |                    |
| 2020 | DNF 500m     |                    |
| 2021 | 20e 500m     |                    |